# Tambusai Timur
Tambusai Timur is een bestuurslaag in het regentschap Rokan Hulu van de provincie Riau, Indonesië. Tambusai Timur telt 3488 inwoners (volkstelling 2010).